# Crizal
Crizal je zaštićeno trgovačko ime niza dorada na optičkim lećama proizvedenih u Essiloru, vodećem svjetskom proizvođaču leća. Proizvodi su kreirani da omoguće veću prozirnost leća na taj način da odbijaju kišu, te da su antirefleksni, otporni na prljavštinu, prašinu i ogrebotine.

## Tehnologija
Crizal tehnologija je razvijena koristeći tehnologiju ravnih ekrana, mikroelektronike i industrije vlakana. Prvi Crizal sloj specijaliziran za antirefleksiju i tehnologiju otpornosti na prljavštinu i ogrebotine.

### Tehnologija otpornosti na prljavštinu[2]
Sloj zaštite od prljanja na Crizal doradi razvijen je koristeći perfluorirane polimere koji su naneseni direktno nakon završnog antirefleksnog sloja, koristeći proces otklanjanja vakuumom.

### Tehnologija otpornosti na ogrebotine[3]
Tvrdi sloj nastaje dvostrukim lakiranjem koje uključuje upotrebu sloja otpornog na udarce.

## Crizal proizvodi

### 1993: Crizal
Prvi Crizal je bio antirefleksni, otporan na ogrebotine i prljanje.

### 2003: Crizal Alizé[4]
Sloj Crizal Alizé je obilježio značajno poboljšanje originalnih Crizalovih karakteristika kod zaštite od prljavštine i prašine. On sadržio visoki udio perfluoriranih molekula koje zapunjuju mikroskopske pukotine na površini leće, čineći je mnogo glatkijom. To se očituje u boljim karakteristikama zaštite od prljavštine i prašine.

#### Crizal Alizé s AST-om[2]
Sloj Crizal Alizé s AST-om lansiran je u Ožujku 2006. godine na Kanadskom tržištu. Kombiniran s originalnim Crizalovim svojstvima zaštite od prljavštine i prašine, Essilorova AST tehnologija omogućuje unaprijeđena antirefleksna svojstva.
AST tehnologija je razvijena pripremom površine leće bombardirajući je ionima, a da bi se osiguralo bolje prianjanje molekula koje tvore antirefleksne slojeve. Koristeći ovaj proces bilo je moguće kreirati ultra-tanki vodljivi sloj koji neutralizira elektrostatski naboj na površini leće. Na taj način leća ne privlači čestice prašine nakon čišćenja.

#### Crizal Alizé sa Scotchguard Protektorom
U 2008. Essilor Amerika (Američka podružnica Essilor Internationala) potpisala je s 3M-om licenčni sporazum za kreiranje nove generacije Crizal Alizé-a, nazvan Crizal Alizé sa Scotchguard Protektorom. Ovaj novi zaštitni sloj kombinira antirefleksna i svojstva dugotrajnosti i lakoće čišćenja Crizal Alizé-a sa zaštitnim kvalitetama Scotchguard Protektora.

### 2009: Crizal Forte[6]
Dorada Crizal Forte predstavila je novi zaštitni sloj između već postojećeg antirefleksnog i sloja za zaštitu od ogrebotina a zbog poboljšanja otpornosti od ogrebotina, održavajući visoki postotak prozirnosti (99%). Također je dodana nova, unaprijeđena verzija sloja za zaštitu od prljavštine.

## Vanjske poveznice
- Essilor Službena stranica
- Crizal Službena stranica